# Kommaschildlaus
Die Kommaschildlaus (Lepidosaphes ulmi), synonym Mytilaspis pomorum, ist eine Art der Schildläuse.

## Merkmale
Die Art erreicht eine Länge von 1,8–4 mm. Die Weibchen sind weiß bis weißgelb gefärbt, länglich und besitzen weder Flügel noch Beine. Sie sind ebenfalls blind. Ihr Schild ist bräunlich oder braun-gräulich gefärbt, kommaförmig und leicht gebogen. Männchen haben einen mückenähnlichen Habitus, sind weiß und weisen nur zwei Flügel auf, das andere Flügelpaar wurde zu Halteren reduziert. Der ausgeprägte Geschlechtsdimorphismus ist typisch für Schildläuse. Weibchen sind oft kaum als Insekten zu erkennen. Sie scheiden harte oder wachsartige Strukturen auf Stämmen oder Ästen von Gehölzen ab. Unter diesen Schilden verbergen sie sich.

## Verbreitung und Lebensraum
Die Art ist kosmopolitisch verbreitet. Sie findet sich auf zahlreichen Gehölzen, häufig auf Obstbäumen, aber auch anderen Baumarten und Ziergehölzen.

## Lebensweise
Individuen dieser Art finden sich von April bis Oktober. Die unbeweglichen Weibchen können sich ungeschlechtlich fortpflanzen. Unregelmäßig auftretende Männchen befruchten die Weibchen, sind aber nicht notwendig für eine Vermehrung. Im August und September legen die Weibchen 80–90 weiße Eier unter ihrem Schild ab und sterben. Die Eier überwintern und im April oder Mai des Folgejahres schlüpfen die gelblichen, ovalen Larven, die sich für 2–3 Tage auf der Pflanze bewegen oder vom Wind fortgetragen werden. An einer neuen Stelle der Wirtspflanze oder einer gänzlich neuen Wirtspflanze beginnen sie unter Ausbildung des Schildes mit der Saugtätigkeit. Während der Entwicklung kommt es zu drei Häutungen. Die Art saugt am Parenchym der Pflanzen, es kommt also kaum zur Bildung von Honigtau. Dies ist hinsichtlich der Schädlingswirkung bedeutsam, da es ansonsten zu Rußbildung auf den zuckerhaltigen Absonderungen kommen kann.

## Schädlingswirkung
Die Kommaschildlaus gilt als Schädling. Die Schädlichkeit beruht einerseits auf dem Saftentzug der Wirtspflanze. Dadurch kann der Pflanzenwuchs gehemmt und der Fruchtertrag gemindert werden. Bei starkem Befall von Bäumen werden auch Früchte besiedelt. Ein starker und somit schädlicher Befall ist jedoch eher selten.